# 研究生
研究生是指获得学士或具學士學歷以上（含應屆畢業生）取得學士後學位後，繼續攻读硕士或者博士学位的学生，研究生包含硕士和博士學生。

## 中国大陆

### 分类
- 按学习方式 分为全日制硕士生和非全日制硕士生两种。前者指在高等院校和研究机构进行全日制学习的研究生。后者指在学习期间仍在原工作岗位承担一定工作任务的研究生。
- 按学习经费渠道 分为国家计划研究生、委托培养研究生（委培生）和自筹经费研究生（自费生）。其中，国家计划研究生，又分为定向研究生和非定向研究生。
- 按培养目标和培养方式 分为学术型和专业学位研究生两种。专业学位与学术型学位处于同一层次，培养规格各有侧重，在培养目标上有明显差异。其中，学术型研究生占大部分。专业学位研究生，主要有工商管理硕士（MBA）和法律硕士等。普通研究生和特殊类研究生在报考资格，学制要求和学习内容等方面都有较大不同。
- 按考试方式 分为全国统一考试、联合考试、单独考试以及推荐免试。

### 入学
在中国大陆，研究生入学需要经过由教育部安排的研究生入学考试，考试分为初试与复试两部分。
之前，在每年年初的两天（一月的一个星期六、星期天），从2014年开始，改为十二月份的最后一个星期六、星期天。整个中国大陆地区同时举行初试的统考。考试科目一般为4门，分别在两天的上午8点半和下午14点举行。无论报考方向如何，都有教育部统一命题的考试科目“政治”或者管综与外国语，分别在考试第一天上午作为第一门和第二门进行。然后由报考专业决定是否参加教育部命题的“数学”。每门考试时间一般为三个小时，部分科目考试时间可能更长。最后，由报考学校负责出专业课的考试题目。
思想政治理论
考试内容涵盖“马克思主义基本原理”、“毛泽东思想和中国特色社会主义理论体系（包括邓小平理论、三个代表重要思想、科学发展观与习近平新时代中国特色社会主义思想概论”、“中国近现代史纲要”、“思想道德修养和法律基础”、“形势与政策”5个领域。各科分数必须达到教育部指定的底线，如果任何一门科目不及格，即使其他再高也不能通过考试。其他成绩线及平衡措施由报考学校自行决定。
外国语
一般是英语（包括英语一和英语二），部分院校部分专业也有日语、韩语、俄语、德语、法语等小语种。
业务课
大部分理工科专业需考数学（包括数学一、数学二、数学三），文史类专业不需考数学
医学、药学、计算机（资讯）、法学、历史学、地理学、心理学、教育学、农学专业为全国统考试卷
专业课
全国一共划分为ABC三个区，每个区的分数线均不相同，2012年复试分数线由原来的三大区调整为两大区。将之前的全国分一、二、三区调整为全国分一、二区，原来的一、二区合并为现在的一区，原来的三区变为现在的二区。一区包括：北京、天津、上海、江苏、浙江、福建、山东、河南、湖北、湖南、广东、河北、山西、辽宁、吉林、黑龙江、安徽、江西、重庆、四川、陕西等21省（市）；二区包括：内蒙古、广西、海南、贵州、云南、西藏、甘肃、青海、宁夏、新疆等10省（区）。当考生的初试成绩通过报考学校所在区域的分数线之后，报考学校就会在同年春（通常两三个月之后）举行复试。主要形式是笔试加面试。面试一般分为两大板块，一大板块是英文测评，另一大板块是专业知识测评，其中专业知识测评占复试总成绩的比重较大。

### 就讀
专业硕士学制一般为2-3年，学术硕士学制一般为3年。

## 台湾
研究生指的是在高等教育機構攻讀硕博士学位的學生。

### 分類
在台灣，研究生主要分為「一般生」及「在職專班生」。一般生為在研究機構內全日制學習的研究生，而在職專班生為學習的同時，依然在原工作崗位工作的研究生。

### 入學方式
台灣的研究所入學方式主要有兩種：推薦甄試、入學考試。
推薦甄試在每年11月至隔年1月間，大專院校會各自舉行招生工作，學生向學校購買或取得簡章後，自行報名。報名之後，學生必須繳交學業表現的相關資料，以供學校審查，審查通過的學生便可入學。另有一些學校會在審查後，舉辦筆試或面試來測驗初審通過的學生，學生若達到某一標準便可入學。
入學考試在每年2月初至5月底，大專院校各自舉行入學考試，如同推薦甄試一樣，學生先向學校購買或取得簡章報名後，在指定的日期參加筆試，考試通過的學生即可入學。另有少部分的系所會額外舉辦面試，只有通過筆試的考生才能參加，通過面試後就能成為研究生。

## 日本
日本學制的「研究生」指在高等教育機構研究的學生，與兩岸三地等地的「研究生」不同，後者相當於日本的「大学院生」，在「大学院」（相當於研究所）的修業年限內取得學分並提交論文后授予学位。

### 分類
在日本，大学院生主要分為「博士前期」和「博士后期」。「博士前期」即修士（碩士生），「博士后期」就是博士生。

## 美国
在美國，大學畢業並取得文學士或理學士學位後，可直接申請在研究所攻讀博士學位，也可以選擇只讀碩士學位。在美國，研究生（graduate student）通常是指在研究所的博士或碩士研究生，而不包括在醫學院攻讀「醫學士」（Medical Doctor, ）的醫科生，通常也不包括在法學院攻讀法律博士及在商學院攻讀工商管理碩士的學生。因為美國像醫等一些專業課程只收本科畢業生而不是高中畢業生，雖然獲得的銜頭有“博士”一詞，但它們卻並不是廣泛指的“博士研究生”（哲學博士）的一種，而只是有關專業的本科。 
研究所必須通過地區性的教育委員會認證，其頒授的博士或碩士等高等學位方能被普遍承認。但研究生的入學、課程、培養、畢業等的具體安排，則均由各個研究所自主決定。學術研究型的博士學位，通常需要5－6年的時間，但經過7－8年甚至更長才能畢業的學生，也為數不少；碩士學位，可以在1－2年完成。
根據美國教育部的《2003年教育統計文摘》 （页面存档备份，存于），2001－2002學年，有482,118人（199,120男生，282,998女生）獲得碩士學位，80,698人（42,507男生，38,191女生）獲得一類職業學位（醫學、牙科、法律等博士學位），44,160人（23,708男生，20,452女生）獲得博士學位；而到2005－2006學年預計有51.3萬人（21.5萬男生，29.8萬女生）獲得碩士學位，8.9萬人（4.7萬男生，4.2萬女生）獲得一類職業學位，4.5萬人（2.4萬男生，2.1萬女生）獲得博士學位。在2000年頒授的所有研究生學位中，科技類佔13%（自然科學3.4%，數學與計算機3.4%，工程6.2%）。